# Micrurapteryx gradatella
Micrurapteryx gradatella là một loài bướm đêm thuộc họ Gracillariidae. Nó được tìm thấy ở Fennoscandia to bán đảo Iberia, Anpơ và România và from Đức to central Nga.
Ấu trùng ăn Lathyrus montanus và Vicia sepium. Chúng ăn lá nơi chúng làm tổ. The mine consists of an upper surfae, flat blotch. Most frass is ejected from the mine. Pupation takes place outside of the mine.